# Ідатту III
Ідатту III (д/н — бл. 646 до н. е.) — цар Еламу близько 647—646 років до н. е. Відомий також як Індадду-Іншушинак.

## Життєпис
Походив з династії Хумбан-тахрідів. Відомостей про нього обмаль. 647 року до н. е. ассирійське військо повалило царя Хумбан-Халташа III. Внаслідок чого почався розгардіяж. Ідатту III захопив Аншан, де оголосив себе володарем Еламу. Втім проти нього виступили родичі — Хумбан-нікаш III і Хумбан-Хапуа.
Помер або загинув в серпні 646 року до н. е. Йому спадкував син Шутур-Наххунте III.